# Prismognathus cheni
Prismognathus cheni is een keversoort uit de familie vliegende herten (Lucanidae). De wetenschappelijke naam van de soort is voor het eerst geldig gepubliceerd in 1973 door Bomans & Ratti.